# Vòng loại Giải vô địch bóng đá thế giới 1970 – Khu vực châu Phi
Vòng loại Giải vô địch bóng đá thế giới 1970 – Khu vực châu Phi do Liên đoàn Bóng đá châu Phi (CAF) tổ chức  chứng kiến các đội tuyển thi đấu cạnh tranh cho một suất duy nhất tham dự vòng chung kết tại Mexico.
Tổng cộng có 13 quốc gia đăng ký tham dự vòng loại, tuy nhiên FIFA đã từ chối hồ sơ của Guinea và Zaire, nên chỉ còn 11 đội thực sự tham gia vòng loại.

## Thể thức
Thể thức thi đấu gồm ba vòng:
- Vòng 1: 10 đội được bốc thăm thi đấu loại trực tiếp theo thể thức lượt đi – lượt về, riêng Ghana được đặc cách vào thẳng Vòng 2. Các đội thắng (xác định theo tổng tỉ số sau hai lượt) sẽ giành quyền vào Vòng 2.
- Vòng 2: 6 đội được chia thành ba cặp, tiếp tục thi đấu loại trực tiếp lượt đi – lượt về. Ba đội thắng sẽ vào Vòng loại cuối.

- Vòng cuối: Ba đội còn lại thi đấu vòng tròn lượt đi – lượt về. Đội dẫn đầu bảng sẽ giành suất tham dự World Cup. Vào tháng 6 năm 1969, FIFA thông báo rằng Maroc đã đề xuất tổ chức vòng cuối cùng theo thể thức vòng tròn một lượt tại một địa điểm trung lập, tuy nhiên Sudan không chấp thuận việc thay đổi thể thức này.[2]

## Vòng loại

### Vòng 1
| Đội 1   | TTS | Đội 2    | Lượt đi | Lượt về   | 3rd leg |
| ------- | --- | -------- | ------- | --------- | ------- |
| Zambia  | 6–6 | Sudan    | 4–2     | 2–4 (aet) |         |
| Maroc   | 4–2 | Sénégal  | 1–0     | 1–2       | 2–0     |
| Algérie | 1–2 | Tunisia  | 1–2     | 0–0       |         |
| Nigeria | 4–3 | Cameroon | 1–1     | 3–2       |         |
| Libya   | 3–5 | Ethiopia | 2–0     | 1–5       |         |
| Ghana   | Bye |          |         |           |         |

| Zambia                                      | 4–2 | Sudan                |
| ------------------------------------------- | --- | -------------------- |
| Mwila 34' · Chitalu 47', 85' · Kapengwe 65' |     | Osman Santo 16', 42' |

| Sudan                                                                 | 4–2 (s.h.p.) | Zambia                     |
| --------------------------------------------------------------------- | ------------ | -------------------------- |
| Abdel Kafi El-Sheikh 38' · Ismaeil Bakhit 76', 81' · Osman Santo 114' |              | Chitalu 22' · Kapengwe 96' |

Tổng tỉ số hai lượt là 6–6, nhưng Sudan giành quyền vào Vòng Hai nhờ ghi được nhiều bàn hơn trong trận lượt về.
| Maroc        | 1–0 | Sénégal |
| ------------ | --- | ------- |
| Benkhrif 72' |     |         |

| Sénégal              | 2–1 | Maroc      |
| -------------------- | --- | ---------- |
| Diéme 26' · Diop 32' |     | Akesbi 14' |

Tổng tỉ số là 2–2, và do không tổ chức hiệp phụ ở trận lượt về, hai đội phải đá play-off trên sân trung lập để xác định đội đi tiếp.
| Maroc                     | 2–0 | Sénégal |
| ------------------------- | --- | ------- |
| Bamous 54' · Hafnaoui 60' |     |         |

Maroc vượt qua vòng này nhờ chiến thắng trong trận play-off..
| Algérie               | 1–2 | Tunisia           |
| --------------------- | --- | ----------------- |
| Amirouche 29' (ph.đ.) |     | Chakroun 72', 80' |

| Tunisia | 0–0 | Algérie |
| ------- | --- | ------- |
|         |     |         |

Tunisia giành quyền vào Vòng 2.
| Nigeria         | 1–1 | Cameroon  |
| --------------- | --- | --------- |
| Aghoghovbia 47' |     | Owona 69' |

| Cameroon               | 2–3 | Nigeria                            |
| ---------------------- | --- | ---------------------------------- |
| Ayo ?' · Bassanguen ?' |     | Ofuokwu ?' · Anieke ?' · Oshode ?' |

Nigeria giành quyền vào Vòng 2.
| Libya                      | 2–0 | Ethiopia |
| -------------------------- | --- | -------- |
| Al-Jahani 22' · Koussa 49' |     |          |

| Ethiopia                                      | 5–1 | Libya       |
| --------------------------------------------- | --- | ----------- |
| Germa 1', 85' · Feseha 11' · Geremew 77', 84' |     | Ben Soed ?' |

Ethiopia giành quyền vào Vòng 2.

### Vòng 2
| Đội 1    | TTS | Đội 2 | Lượt đi | Lượt về   | 3rd leg   |
| -------- | --- | ----- | ------- | --------- | --------- |
| Tunisia  | 2–2 | Maroc | 0–0     | 0–0 (aet) | 2–2 (aet) |
| Ethiopia | 2–4 | Sudan | 1–1     | 1–3       |           |
| Nigeria  | 3–2 | Ghana | 2–1     | 1–1       |           |

| Tunisia | 0–0 | Maroc |
| ------- | --- | ----- |
|         |     |       |

| Maroc | 0–0 (s.h.p.) | Tunisia |
| ----- | ------------ | ------- |
|       |              |         |

Tổng tỉ số hai lượt là 0–0, và hai đội phải thi đấu trận play-off trên sân trung lập để quyết định đội vào Vòng cuối.
| Maroc                    | 2–2 (s.h.p.) | Tunisia                |
| ------------------------ | ------------ | ---------------------- |
| Khanousi 27' · Jarir 53' |              | Chaïbi 3' · Cheman 87' |

Maroc giành quyền vào Vòng cuối sau khi xác định đội chiến thắng bằng cách tung đồng xu.
| Ethiopia     | 1–1 | Sudan                |
| ------------ | --- | -------------------- |
| Mengistu 79' |     | Hasabu El Sagheir 9' |

| Sudan                          | 3–1 | Ethiopia  |
| ------------------------------ | --- | --------- |
| Gagarin 20', 60' · Jagdoul 80' |     | Asfaw 65' |

Sudan giành quyền vào Vòng cuối.
| Nigeria                  | 2–1 | Ghana      |
| ------------------------ | --- | ---------- |
| Imasuen 62' · Oshode 64' |     | Ankrah 18' |

| Ghana   | 1–1 | Nigeria   |
| ------- | --- | --------- |
| Ola 41' |     | Garba 19' |

Nigeria giành quyền vào Vòng cuối.

### Vòng cuối
| VT | Đội     | Đ | ST | T | H | B | BT | BB | HS |
| -- | ------- | - | -- | - | - | - | -- | -- | -- |
| 1  | Maroc   | 5 | 4  | 2 | 1 | 1 | 5  | 3  | +2 |
| 2  | Nigeria | 4 | 4  | 1 | 2 | 1 | 8  | 7  | +1 |
| 3  | Sudan   | 3 | 4  | 0 | 3 | 1 | 5  | 8  | −3 |

| Nigeria        | 2–2 | Sudan                               |
| -------------- | --- | ----------------------------------- |
| Garba 33', 43' |     | Abbas 7' · Jadallah Kheirelseid 30' |

| Maroc                     | 2–1 | Nigeria   |
| ------------------------- | --- | --------- |
| El Filali 50' · Faras 63' |     | Lawal 53' |

| Sudan                                        | 3–3 | Nigeria                          |
| -------------------------------------------- | --- | -------------------------------- |
| Abbas 33' · Awad Koka 70' · Bushra Wahba 84' |     | Garba 49' · Ineh 55' · Opone 72' |

| Sudan | 0–0 | Maroc |
| ----- | --- | ----- |
|       |     |       |

| Maroc                          | 3–0 | Sudan |
| ------------------------------ | --- | ----- |
| El Filali 41' · Jarir 76', 86' |     |       |

| Nigeria                       | 2–0 | Maroc |
| ----------------------------- | --- | ----- |
| Lawal 67' (ph.đ.) · Garba 82' |     |       |

Maroc vượt qua vòng loại.

## Đội tuyển vượt qua vòng loại
| Đội tuyển | Tư cách vượt qua vòng loại | Ngày vượt qua vòng loại | Số lần tham dự FIFA World Cup trước đây |
| --------- | -------------------------- | ----------------------- | --------------------------------------- |
| Maroc     | Chiến thắng Vòng cuối      | 26 tháng 10 năm 1969    | 0 (lần đầu)                             |

## Cầu thủ ghi bàn
5 bàn thắng
- Sam Garba

3 bàn thắng
- Houmane Jarir
- Emment Kapengwe
- Babiker Santo

2 bàn thắng
- Zerga Geremew
- Asmeron Germa
- Mohammed El Filali
- Mohammed Lawal
- Olumuyiwa Oshode
- Nasr El-Din Abbas
- Ismaeil Bakhit
- Ali Gagarin
- Ezzedine Chakroun

1 bàn thắng
- Boualem Amirouche
- David Ayo
- Dieudonné Bassanguen
- Norbert Owona
- Kebede Asfaw
- Emmanuel Feseha
- Mengistu Worku
- Abekah Ankrah
- Emmanuel Ola
- Mahmoud Al-Jahani
- Ahmed Ben Soed
- Mohamed Koussa
- Hassan Akesbi
- Driss Bamous
- Boujemaa Benkhrif
- Ahmed Faras
- Cherkaoui Hafnaoui
- Moulay Khanousi
- Joseph Aghoghovbia
- Peter Anieke
- Sebastian Broderick Imasuen
- Sunday Ineh
- Augustine Ofuokwu
- Samuel Opone
- Emile Pierre Diéme
- Abdoulaye Makhtar Diop
- Jadallah Kheirelseid
- Hasabu El Sagheir
- Abdelkfi Elsheikh
- Jagdoul
- Awad Koka
- Bushra Wahba
- Tahar Chaïbi
- Abdesselem Cheman
- Godfrey Chitalu
- Sandy Kaposa
- Dickson Makwaza